# Sōji Tendō
Souji Tendou (天道総司, Tendō Sōji) es el personaje principal de la serie Kamen Rider Kabuto.

## EnKamen Rider Kabuto
Souji Tendou es un misterioso joven de 21 años, que parece a menudo seguir las filosofías de la paz. Pese a tener muchos talentos, él es generalmente desinteresado en perseguir cualquier cosa, que es hasta que activa su Henshin Belt. Él se hace llamar “Tesoro en el Mundo” y “Tesoro del Universo”. Siempre da una de las sabias enseñanzas de su abuela, y dice que sigue el Camino al Cielo. No tiene trabajo ni fue a la Universidad, porque sigue algo más grande (ya que estuvo esperando ser Kabuto). Él permanece en un hogar grande con su pequeña hermana, Juka, y parece tener un interés en la compañera de trabajo de Arata Kagami, Hiyori. Consecuentemente, él es un cliente regular en Bistro La Salle.
Debido a sus capacidades, Tendou es algo grosero, y excesivamente arrogante. Pero profundamente, él cuida a la gente y la ayuda cuando está en necesidad. Él posee una capacidad única de ver a través de los disfraces a los Worms, así es como detecta si hay un próximo Worm sin el uso de cualquier dispositivo. Además, los Worms parecen ser atraídos a él. Esto pudo implicar que Tendou se está utilizando como cebo o que hay algo sobre él que atraiga los Worms. No está hasta el episodio 15, después de derrotar Kageyama y de verlo como impropio ser un líder, que él se une a ZECT (bajo seudónimo cómico de “Soujiro Tendouji”), incluso usando un uniforme de un Shadow ZECT Trooper, aunque él (básicamente las paradas que van a trabajar) para el final del episodio 16 - su arrendamiento con ZECT era simplemente un intento de destruir algunos Worms.

## Datos

### Arsenal
Kabuto tiene 2 formas, la Forma Enmascarada y la Forma Rider. Presionando los tres botones de la pierna de su Kabuto Zecter (en el orden de 1-2-3) y moviendo de un tirón el interruptor en el Zecter dos veces, Kabuto puede ejecutar su ataque, Rider Kick. Kabuto tiene también la habilidad de detener el tiempo, técnica llamada Clock Up , para luchar con los Worms cuando ellos usan esta misma técnica.
También puede utilizar el Hyper Zecter con lo que toma la forma de Hyper Kabuto. Su motocicleta es Kabuto Extender, que puede pasar a Forma Extendida.

### Estadísticas
- Estura: 190 cm (Forma Enmascarada); 195 cm (Forma Rider); 198 cm (Hyper Forma)
- Peso: 132 kg (Forma Enmascarada); 95 kg (Forma Rider); 102 kg (Hyper Forma)
- Perímetros de Capacidad:
  - Poder de Golpe: 8000 kg (Forma Enmascarada); 3000 kg (Forma Rider); 10000 kg (Hyper Forma)
  - Poder de Patada: 10000 kg (Forma Enmascarada); 7000 kg (Forma Rider); 15000 kg (Hyper Forma)
  - Máxima Altura de Salto: 20 m (Forma Enmascarada); 37 m (Forma Rider); 50 m (Hyper Forma)
  - Máxima Velocidad en Carrera: 100 m/8.9 s (Forma Enmascarada); 100 m/5.8 s (Forma Rider); 100 m/4.2 s (Hyper Forma)
  - Poder Destructor: 19000 kg (Forma Rider); 30000 kg (Hyper Forma)

- Datos: Q747753